# Isabel Leonor de Brunsvique-Volfembutel
Isabel Leonor de Brunsvique-Volfembutel (30 de setembro de 1658 - 15 de março de 1729) foi a filha mais velha do duque António Ulrico, Duque de Brunsvique-Luneburgo e da sua esposa, a duquesa Isabel Juliana do Eslésvico-Holsácia-Sonderburgo-Nordeburgo.

## Vida
Isabel Leonor casou-se duas vezes. A 2 de fevereiro de 1675 casou-se em Volfembutel com João Jorge de Meclemburgo, mas este acabaria por morrer apenas cinco meses depois. A 25 de janeiro de 1681, em Schöningen, casou-se com o duque Bernardo I. O casamento foi descrito como feliz, apesar de Isabel não partilhar o interesse do marido por alquimia e pela vida militar. Isabel Leonor gostava muito de música e o seu pai era escritor. Estimulou o interesse do marido por música e literatura.
Após a morte do marido, Isabel Leonor apoiou o seu enteado, o duque Ernesto Luís I e o seu ministro von Wolzogen, na sua missão de governar sozinho, algo que ia contra o testamento de Bernardo I que desejava que o poder fosse partilhado por todos os seus filhos. Esta situação levou a uma zanga de trinta anos entre irmãos, durante a qual Isabel apoiou o seu enteado Ernesto Luís contra o seu próprio filho, António Ulrico. António tinha-se casado morganaticamente com Philippine Elisabeth Cäsar, uma plebeia. Isabel tratava-a friamente.
Durante o governo de Ernesto Luís I, Meiningen desenvolveu-se e tornou-se um centro de cultura musical, muito graças à intervenção de Isabel Leonor. A zanga de família levou-a a retirar-se da vida pública e a dedicar-se mais à religião, escrevendo várias canções sacras.

## Legado
O Palácio de Elisabethenburg em Meiningen recebeu o nome em honra de Isabel.

## Descendência
Do seu casamento com Bernardo I, Isabel Leonor teve os seguintes filhos:
1. Isabel Ernestina de Saxe-Meiningen (3 de dezembro de 1681 - 24 de dezembro de 1766), abadessa da Abadia de Gandersheim; sem descendência.
2. Leonor Frederica de Saxe-Meiningen (2 de março de 1683 - 13 de maio de 1739), freira em Gandersheim.
3. António Augusto de Saxe-Meiningen (20 de junho de 1684 - 7 de dezembro de 1684), morreu aos cinco meses de idade.
4. Guilhermina Luísa de Saxe-Meiningen (19 de janeiro de 1686 - 5 de outubro de 1753), casada com o duque Carlos de Württemberg-Bernstadt; sem descendência.
5. António Ulrico, Duque de Saxe-Meiningen (22 de outubro de 1687 - 27 de janeiro de 1763), casado primeiro com Philippine Elisabeth Caesar, com descendência. Casado depois com a condessa Carlota Amália de Hesse-Philippsthal; com descendência.

## Genealogia
| Isabel Leonor de Brunsvique-Volfembutel | Pai: António Ulrico, Duque de Brunsvique-Luneburgo            | Avô paterno: Augusto de Brunsvique-Luneburgo                     | Bisavô paterno: Henrique de Brunswick-Dannenberg                     |
| Isabel Leonor de Brunsvique-Volfembutel | Pai: António Ulrico, Duque de Brunsvique-Luneburgo            | Avô paterno: Augusto de Brunsvique-Luneburgo                     | Bisavó paterna: Úrsula de Saxe-Lauenburgo                            |
| Isabel Leonor de Brunsvique-Volfembutel | Pai: António Ulrico, Duque de Brunsvique-Luneburgo            | Avó paterna: Sofia Doroteia de Anhalt-Zerbst                     | Bisavô paterno: Rudolfo de Anhalt-Zerbst                             |
| Isabel Leonor de Brunsvique-Volfembutel | Pai: António Ulrico, Duque de Brunsvique-Luneburgo            | Avó paterna: Sofia Doroteia de Anhalt-Zerbst                     | Bisavó paterna: Doroteia Edviges de Brunsvique-Volfembutel           |
| Isabel Leonor de Brunsvique-Volfembutel | Mãe: Isabel Juliana de Schleswig-Holstein-Sønderburg-Nordborg | Avô materno: Frederico de Schleswig-Holstein-Sønderburg-Nordborg | Bisavô materno: João II, Duque de Schleswig-Holstein-Sonderburg-Plön |
| Isabel Leonor de Brunsvique-Volfembutel | Mãe: Isabel Juliana de Schleswig-Holstein-Sønderburg-Nordborg | Avô materno: Frederico de Schleswig-Holstein-Sønderburg-Nordborg | Bisavó materna: Isabel de Brunswick-Grubenhagen                      |
| Isabel Leonor de Brunsvique-Volfembutel | Mãe: Isabel Juliana de Schleswig-Holstein-Sønderburg-Nordborg | Avó materna: Leonor de Anhalt-Zerbst                             | Bisavô materno: Rudolfo de Anhalt-Zerbst                             |
| Isabel Leonor de Brunsvique-Volfembutel | Mãe: Isabel Juliana de Schleswig-Holstein-Sønderburg-Nordborg | Avó materna: Leonor de Anhalt-Zerbst                             | Bisavó materna: Doroteia Edgives de Brunsvique-Volfembutel           |